# Geschiedenis van Thailand
De geschiedenis van Thailand begint met de migratie van de Thai vanuit Zuid-China naar het huidige Thailand gedurende het eerste millennium. In dit gebied bestonden eerder beschavingen in de bronstijd en ijzertijd, later gevolgd door Mon, Maleise en Khmer koninkrijken. De Thai vestigden hun eigen koninkrijken, met een heftige eerste bloei in Sukhothai en daarna langduriger in het koninkrijk Ayutthaya.
Deze koninkrijken werden constant bedreigd door Birma en Vietnam, maar ook door rivaliserende Thaise en Laotiaanse staten. Europese koloniale mogendheden vormden een bedreiging in de 19e eeuw en het begin van de 20e eeuw, maar Thailand wist als enige land in Zuidoost-Azië kolonisatie te voorkomen. Na het einde van de absolute monarchie in 1932 werd Thailand zestig jaar lang vrijwel voortdurend bestuurd door een militaire dictatuur totdat een parlementaire democratie werd gevestigd.

## Vroege geschiedenis
De vroegste belangrijke archeologische vindplaats in Thailand is Ban Chiang; de datering van de hier opgegraven voorwerpen is controversieel, maar er is consensus dat de bewoners in elk geval rond 3600 v.Chr. bronzen werktuigen maakten en natte rijst verbouwden, wat een impuls gaf tot sociale en politieke organisatie. Later, voor de opkomst van de Thais, bloeiden Mon, Maleise en Khmer beschavingen in het gebied, met name het koninkrijk Srivijaya in het zuiden, het Dvaravati koninkrijk in Centraal-Thailand en het Khmer-rijk met als hoofdstad Angkor.
De Thais zijn taalkundig verwant aan volkeren in Zuid-China. De migratie vanuit Zuid-China (waarschijnlijk: Yunnan) naar Zuidoost-Azië vond voornamelijk plaats in het eerste millennium, zeer waarschijnlijk via Laos, waar ze het vroege rijk Nan Chao stichtten.

## Sukhothai en Lanna

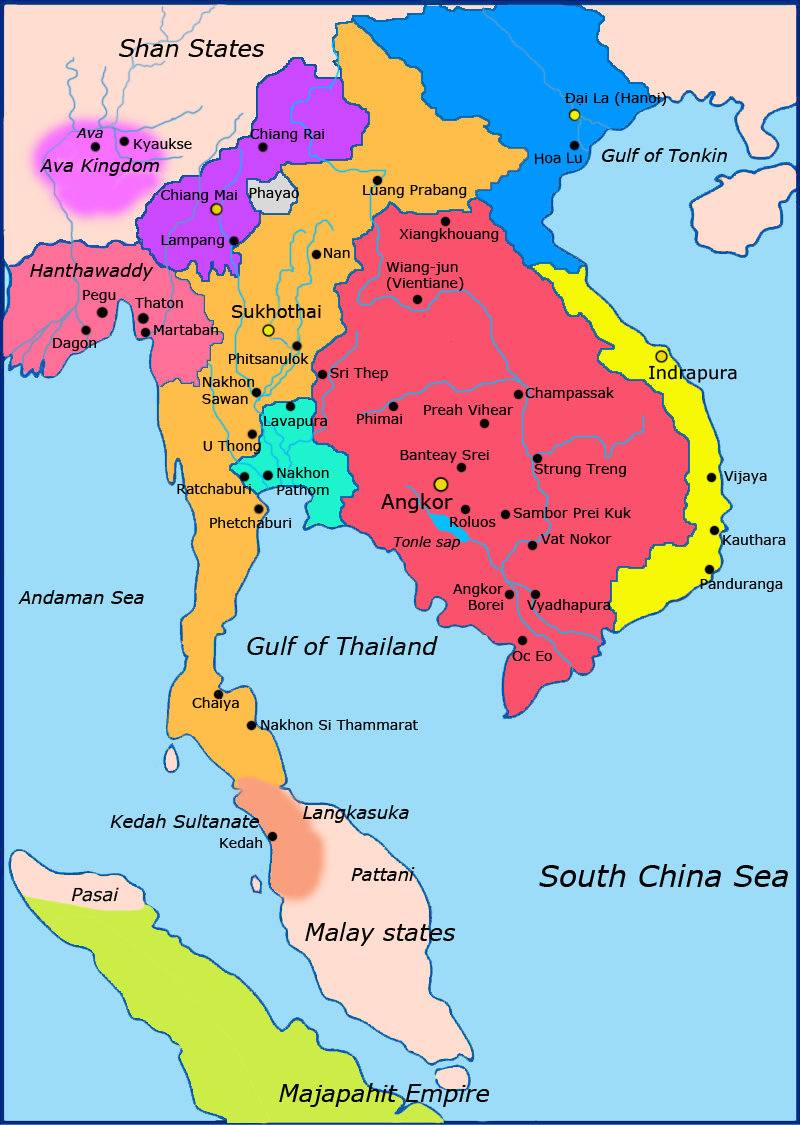
Zuidoost Azië rond 1300

De Thais dateren de stichting van hun natie in de 13e eeuw. Volgens de traditie wierpen Thaise leiders hun Khmer overheersers omver in Sukhothai in 1238 en vestigden een Thais koninkrijk. Sukhothai overheerste korte tijd een gebied dat ruwweg overeenkomt met dat van het moderne Thailand onder koning Ramkhamhaeng, maar na zijn dood raakte zijn rijk in verval. In 1365 werd het onderdeel van het koninkrijk Ayutthaya, dat centraal en zuidelijk Thailand beheerste tot in de 18e eeuw.
Vele andere Thaise staten en staatjes bestonden gelijktijdig met Sukhothai, met name Lan Xang op het grondgebied van het huidige Laos en het noordelijk koninkrijk Lanna. De staat Lanna ontstond rond dezelfde tijd als Sukhothai, maar overleefde langer. Lanna's onafhankelijkheid eindigde in 1558 toen het in handen van Birma viel. Daarna werd het als een stuivertje gewisseld tussen Birma en Ayutthaya, totdat het leger van de Siamese koning Taksin het veroverde in 1775.

## Ayutthaya
De eerste heerser van het koninkrijk dat in de 14e eeuw gevestigd werd in Ayutthaya, koning Ramathibodi I, leverde twee belangrijke bijdragen aan de Thaise cultuur: de vestiging van Theravada Boeddhisme als officiële godsdienst (in tegenstelling tot het naburige Hindoe rijk van Angkor) en het opstellen van een wetscode gebaseerd op de Indiase Dharmashastra (literatuur over dharma, regels) en Thaise tradities.
Vanaf de 16e eeuw had Ayutthaya enig contact met het Westen, te beginnen met de Portugezen en vanaf 1604 ook met de Nederlanders, maar de betrekkingen met de naburige staten en de regionale grootmachten India en China waren belangrijker. Ayutthaya beheerste een fors gebied, van de Islamitische staten op het schiereiland Malakka in het zuiden tot staten in Noord-Thailand. De Birmezen, die Lanna in hun macht hadden en hun land verenigd hadden onder een machtige dynastie, deden verschillende invallen vanaf 1750. In 1767 belegerden de Birmezen Ayutthaya, veroverden en verwoestten de stad.

## Thonburi
Na de ineenstorting van meer dan 400 jaar heerschappij vanuit Ayutthaya waren de Thais in shock. Phraya (generaal) Taksin wist de Thais te verenigen vanuit zijn nieuwe hoofdstad Thonburi (aan de overkant van de rivier de Menam tegenover Bangkok) en benoemde zichzelf tot koning in 1769. Hij veroverde gebieden die nooit volledig tot het rijk van Ayutthaya hadden behoord, zoals Lanna en Lan Xang. Taksin werd echter (godsdienst)waanzinnig verklaard en geëxecuteerd in 1782. Een populaire Thaise legende beweert dat een plaatsvervanger werd gedood en dat Taksin verder leefde als monnik.

## Rattanakosin
Generaal Chakri volgde Taksin op op 6 april (Chakri-dag) 1782 en noemde zichzelf Rama I, de eerste koning van de Chakri-dynastie. In hetzelfde jaar vestigde hij de nieuwe hoofdstad in Bangkok op Rattanakosin eiland, aan de overkant van de rivier de Menam ten opzichte van Thonburi. Tussen 1790 en 1800 werden de Birmezen verdreven uit Siam, zoals het land nu genoemd werd. Lanna werd bevrijd van Birmese bezetting, maar de koning van de nieuwe dynastie was een marionet van de koning van Siam.
De erfgenamen van Rama I kregen meer te maken met Europees kolonialisme vanaf 1826 na Britse overwinningen in het naburige Birma. Vooral de koningen Rama IV (Mongkut, 1851-1868) en Rama V (Chulalongkorn, 1868-1910) hadden het flink te stellen met westerse mogendheden, vooral de Fransen. De combinatie van de diplomatieke vaardigheden van deze koningen (beiden Engels sprekend) en de hervormingen door de Thaise regering zorgde ervoor dat Siam als enige land in Zuidoost-Azië niet door een Europees land werd gekoloniseerd.

## Militair bewind (1932-1973)
De Siamese staatsgreep van 1932 veranderde het land van een absolute tot een constitutionele monarchie. De militairen kwamen aan de macht door een geweldloze staatsgreep in 1932, waarmee ze het bestuur van Thailand omvormden van een absolute naar een constitutionele monarchie. Koning Rama VII accepteerde deze overgang eerst, maar droeg later de troon over aan zijn tienjarige neefje Ananda Mahidol, de oudere broer van de latere koning Bhumibol Adulyadej.
Het nieuwe regime werd geleid door een groep kolonels, die in december Thailands eerste van vele grondwetten produceerden, met een parlement dat half benoemd en half verkozen was. Algemene verkiezingen werden verwacht nadat ten minste de helft van de bevolking basisonderwijs had voltooid — verwacht ergens in de jaren 40.
Al spoedig ontstonden er conflicten tussen vier facties die om de macht streden: oudere, conservatieve militairen en burgers versus jongere, progressieve militairen en burgers. In 1933 leidde dit tot een tweede coup door de jonge militairen. Later datzelfde jaar probeerde prins Bovoradej, ex-minister van defensie, de macht van de koning te herstellen, maar zijn troepen werden na zware gevechten verslagen.
In 1934 vertrok koning Prajapidhok (Rama VII) voor medische behandeling naar het buitenland. In maart 1935 kondigde hij zijn aftreden aan. De regering koos prins Ananda Mahidol, die toen op school zat in Zwitserland, tot zijn opvolger.
Het regime voerde belangrijke hervormingen door: de gouden standaard werd verlaten, waardoor de baht een vrije wisselkoers ging volgen; het basis- en voortgezet onderwijs werden uitgebreid; er werden verkiezingen gehouden voor lokaal en provinciaal bestuur. In 1937 werden er voor het eerst directe verkiezingen voor de Nationale Assemblee gehouden, hoewel politieke partijen nog altijd niet waren toegestaan. De militaire uitgaven werden verhoogd tot 30% van de nationale begroting.

### Nationalisme
Een tijd lang werkten de jongere facties, met generaal-majoor Phibun als minister van defensie en Pridi Banomyong als minister van buitenlandse zaken, eendrachtig samen, totdat Phibun in december 1938 premier werd. Phibun was een bewonderaar van Benito Mussolini, en zijn bewind begon al snel fascistische trekjes te vertonen. Phibun begon een campagne tegen Chinezen, die de Thaise economie domineerden. Een leidersculte werd gepropageerd, waarin Phibuns portret overal zichtbaar was, terwijl portretten van ex-koning Prajapidhok verboden waren.
In 1939 wijzigde Phibun de naam van het land van Siam tot Thailand (Prathet Thai), wat "land van vrije mensen" betekent. Dit was slechts één stap in een programma van nationalisme en modernisering: van 1938 tot 1942 vaardigde Phibun 12 Culturele Mandaten uit, waarbij Thais onder andere de vlag moesten groeten, het volkslied moesten kennen en Thais moesten spreken (dus niet bv. Chinees). Ook moesten de Thais hard werken, op de hoogte blijven van het nieuws en westerse kleding dragen.

### Tweede Wereldoorlog

Khuang Abhaiwongse

Nadat Frankrijk in 1940 grotendeels bezet was, probeerde Phibun Siams vernederingen in 1893 en 1904 te wreken, waarbij de Fransen het gebied van het huidige Laos en Cambodja onder dreiging met geweld van Siam hadden afgepakt. In 1941 leidde dat tot gevechten met Vichy-Frankrijk, waarbij de Thais het overwicht hadden op de grond en in de lucht, maar een zware nederlaag op zee leden bij Ko Chang. De Japanners bemiddelden vervolgens, wat leidde tot teruggave van een aantal betwiste gebieden in Laos en Cambodja aan Thailand.
Phibuns prestige als nationale leider werd hiermee zozeer vergroot, dat hij zichzelf benoemde tot veldmaarschalk, voor het gemak de rangen van drie- en viersterrengeneraal overslaand.
Deze Thaise politiek leidde tot een verslechtering van de relaties met de Verenigde Staten en Groot-Brittannië. In april 1941 sneed de VS de aanvoer van olie naar Thailand af. Op 8 december 1941, een dag na de aanval op Pearl Harbor, vielen Japanse troepen het land binnen langs de zuidelijke kustlijn, met toestemming van de regering-Phibun, om zo Birma en Malakka te kunnen binnenvallen. Na de geallieerde verliezen van begin 1942 sloot Phibun een militair bondgenootschap met Japan.
Tegen 1944 werd echter duidelijk dat Japan de oorlog ging verliezen. In juli werd de steeds minder populaire Phibun afgezet en vervangen door de liberale advocaat Khuang Abhaiwongse als premier. Na de Japanse overgave in Thailand op 15 augustus 1945 ontwapenden de Thais de meeste Japanse soldaten, al voordat de Britten kwamen om snel de krijgsgevangenen te bevrijden (o.a. bij de dodenspoorlijn met de brug over de rivier de Kwai).
De Britten beschouwden Thailand als een verslagen vijand, maar de Verenigde Staten hadden geen sympathie voor kolonialistisch gedrag en besloot de nieuwe regering te steunen, zodat Thailand er goed vanaf kwam na zijn rol in de oorlog.

### Na de oorlog
In 1945 herstelde minister-president Seni Pramoj de naam Siam, als symbool dat er een einde was gekomen aan Phibuns nationalistische regime. Achter de schermen trok Pridi aan de touwtjes, zoals hij sinds de regering-Khuang al deed.
In januari 1946 werden democratische verkiezingen gehouden, de eerste waarin politieke partijen legaal waren. Pridi werd in maart de eerste democratisch verkozen minister-president van Siam.
In juli 1946 werd de jonge koning Ananda Mahidol dood in zijn paleis aangetroffen, op mysterieuze wijze doodgeschoten. Hij werd opgevolgd door zijn jongere broer Bhumibol Adulyadej, die op school zat in Zwitserland.
In 1947 ging Pridi akkoord met teruggave van het Franse gebied dat in 1940 bezet was, als prijs voor toelating tot de Verenigde Naties, het vervallen van alle oorlogsclaims en Amerikaanse hulp. In augustus 1947 moest Pridi aftreden, omdat hij ervan werd verdacht betrokken te zijn bij de dood van de koning. Zijn vertrek gaf het leger het vertrouwen om in november 1947 de macht te grijpen. In april 1948 was Phibun weer minister-president, terwijl Pridi in ballingschap ging, om uiteindelijk in Peking te belanden.
Phibuns terugkeer viel samen met het begin van de Koude Oorlog en de vestiging van een communistisch bewind in Noord-Vietnam. Phibun kreeg de steun van de VS als regionale tegenstrever van het "rode gevaar". In juli 1949 werd het land opnieuw hernoemd tot Thailand, ditmaal definitief. Politieke tegenstanders werden gevangengezet, berecht en sommige geëxecuteerd. Diverse coups door Pridi-supporters (1948 en 1949) en door de marine (1951) mislukten.
De Thaise economie bloeide op na de oorlog en werd diverser, aangezwengeld door de export van rijst en door Amerikaanse hulp. Het tempo van deze groei versnelde in de jaren 50.
Tegen 1955 begon Phibun zijn leidende positie in het leger te verliezen aan jongere rivalen, geleid door maarschalk Sarit Dhanarajata en generaal Thanom Kittikachorn. Om zijn positie te versterken schreef Phibun verkiezingen uit, die zijn aanhangers wonnen, maar in september 1957 eiste het leger de macht op. Phibun probeerde Sarit te arresteren, maar die reageerde met een staatsgreep op 17 september 1957, die een definitief einde maakte aan Phibuns carrière.
Thanom werd minister-president tot hij in 1958 zijn plaats afstond aan Sarit, de echte baas, die de macht behield tot zijn overlijden in 1963, waarna Thanom het roer weer overnam. Sarit en Thanom waren Thaise traditionalisten, die een maatschappij nastreefden die was gebaseerd op orde, hiërarchie en godsdienst, en die daarom het prestige van de monarchie herstelden. Ze zagen het leger als het beste middel om Thailands traditionele vijand Vietnam, nu geassocieerd met het communisme, te verslaan.
In 1954 was Thailand formeel een bondgenoot van de VS geworden door de vorming van de Southeast Asia Treaty Organization (SEATO). Zolang de oorlog in Indochina tussen Frankrijk en Vietnam ging bleef Thailand neutraal (ze hadden aan beide een even grote hekel), maar dat veranderde toen het een oorlog werd tussen de VS en de Vietnamese communisten. Thailand sloot een geheim verdrag met de VS in 1961, stuurde troepen naar Vietnam en Laos, en stelde luchtbases in het oosten en noordoosten van het land ter beschikking voor het bombarderen van Noord-Vietnam. De Vietnamezen sloegen terug door de Communistische Partij van Thailand te ondersteunen, die in het noorden en noordoosten als guerrilla's tegen de regering vocht.

### Economie en de invloed van het Westen
De Vietnamoorlog versnelde de modernisering en verwestering van de Thaise samenleving. Tot in de jaren 60 was alleen de Thaise elite blootgesteld aan de invloed van de westerse cultuur. Toestromende Amerikaanse dollars veroorzaakten een enorme groei van de economie: vooral transport, bouw en dienstverlening. Vele Thais verlieten het platteland om een baan in de stad te zoeken, wat leidde tot cultuurschok toen Thais in aanraking kwamen met westerse ideeën over mode, muziek, normen en waarden.
Thailand telde toen 30 miljoen inwoners in 1965. In 2000 was dit het dubbele. Bangkoks bevolking is sinds 1945 vertienvoudigd en sinds 1970 verdrievoudigd.
Meer universiteiten werden opgericht, en studenten leerden over economische en politieke systemen, wat resulteerde in politiek activisme. De jaren 60 zagen ook de groei van een steeds zelfbewustere Thaise middenklasse in de steden. De economische groei bracht weinig welvaart op een groot deel van het Thaise platteland, wat leidde tot ontevredenheid en onrust.

### Begin van de jaren zeventig
In 1968 schreef de junta een nieuwe grondwet en verkiezingen uit, die ze won, waardoor Thanom premier bleef. Maar in 1971 dreigde de zo verkozen Nationale Assemblee de eis van de militairen voor een hogere begroting weg te stemmen. Om dit gezichtsverlies te voorkomen voerde Thanom een coup uit tegen zijn eigen regering, schortte de grondwet op en ontbond het parlement.
Deze lompe machtsgreep werd niet gepikt door de steeds politiek volwassener Thaise bevolking. Vooral studenten demonstreerden steeds luider, ondanks het verbod op politieke samenscholingen. In juni 1973 werden negen studenten van de Ramkhamhaeng Universiteit gestoten na een kritisch artikel in een studentenkrant, waarna duizenden studenten de straat opgingen om hun terugkeer te eisen.
In oktober 1973 werden nog eens dertien studenten gearresteerd. Dit keer demonstreerden studenten samen met arbeiders, zakenmensen en gewone burgers. De demonstraties groeiden tot honderdduizenden; de eisen werd uitgebreid van vrijlating van de gearresteerde studenten tot een nieuwe grondwet en het vertrek van de regering.
Op 13 oktober gaf de regering toe en liet de gearresteerden vrij. Leiders van een geplande mars blazen deze af, in overeenkomst met de wens van de koning.
Op 14 oktober 1973 wilden de verzamelde demonstranten naar huis, maar werden tegengehouden door politie, wat leidde tot snel escalerend geweld. De politie gebruikte traangas, het leger werd te hulp geroepen en er werd met scherp geschoten op de studenten. Tanks rolden over de straten, helikopters beschoten de Thammasat-universiteit. Koning Bhumibol opende de toegangspoorten van zijn paleisterrein zodat studenten daarheen konden vluchten om aan de kogels van het leger te ontsnappen. In totaal vielen 1577 doden.
Op een gegeven moment besloot de legercommandant niet langer Thanoms orders te gehoorzamen en trok het leger terug uit de straten. Toen greep voor het eerst koning Bhumibol in bij de overdracht van de politieke macht: hij veroordeelde het optreden van de regering en gaf Thanom opdracht het land te verlaten. 's Avonds, na het aftreden van de premier, sprak de koning de natie toe op televisie.

## Democratie (1973-heden)

### Jaren zeventig
De gebeurtenissen van oktober 1973 betekenden een revolutie in de Thaise politiek. Voor het eerst had de middenklasse, geleid door de studenten, de oude regerende klasse en het leger verslagen, kennelijk met de zegen van koning Bhumibol. Thailand kreeg een nieuwe grondwet en nieuwe verkiezingen.
In januari 1975 leidden de verkiezingen niet tot een stabiele meerderheid, en hernieuwde verkiezingen in april 1976 brachten evenmin uitkomst. De overwinning van communistische regimes in Vietnam, Cambodja en Laos (waar aan 600 jaar monarchie een einde kwam) bracht vluchtelingen en onrust, een klimaat waarin conservatieve partijen het goed deden.
Studenten, vooral die aan de Thammasat-universiteit, werden radicaler en militanter. Op 6 oktober 1976 escaleerde een treffen tussen militante studenten en paramilitairen tot een bloedbad, die het leger een excuus gaf om de macht te grijpen. Vele studenten vluchtten naar het noorden en noordoosten, om zich bij de guerrillatroepen van de Communistische Partij te voegen, die veilige bases had in Laos.
De door de militairen geïnstalleerde burgerregering bleek ook instabiel, en in oktober 1977 verving het leger na alweer een coup de premier door een generaal, Kriangsak Chomanand.
Toen in november 1978 Vietnam Cambodja binnenviel, sloot Thailand een deal met Deng Xiaoping: China zou zijn steun van de communisten in Thailand opgeven, en in ruil zou Thailand naar het westen vluchtende troepen van de Rode Khmer de grens over laten. Toen de door de Rode Khmer begane wreedheden bekend werden, leidde dat tot een sterk verminderde populariteit van zowel het communisme als van de regering.

### Premocratie

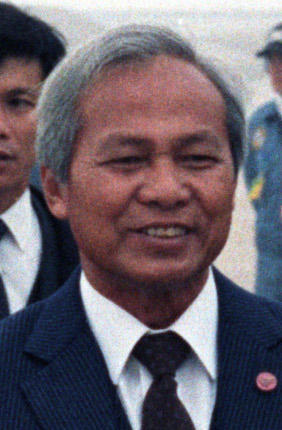
Prem Tinsulanonda

In februari 1980, een tijd van economische tegenslag, trad Kriangsak af en werd vervangen door legerleider generaal Prem Tinsulanonda, zeer koningsgezind en met de reputatie oncorrumpeerbaar te zijn. Prem werkte samen met de koning om een einde te maken aan de frequente militaire interventies.
In april 1981 mislukte een staatsgreep van jongere officieren door eendrachtig optreden van de koning en Prem. De regering kondigde een amnestie af, waaronder ex-studenten die voor de communisten hadden gevochten naar Bangkok konden terugkeren, wat een einde maakte aan de guerrillastrijd.
Er werd weer een nieuwe grondwet afgekondigd en verkiezingen gehouden, die Prem in april 1983 won, nu als "burger"-politicus. Prem had de wind economisch in de rug: industrie bloeide voor het eerst op in Thailand, en het toerisme ontwikkelde zich snel nu de oorlogen in de regio over waren. Hoewel Thailand niet zo snel groeide als de "tijgers" zoals Taiwan en Zuid-Korea, was de groei aanzienlijk. De in economisch opzicht belangrijke Chinese etnische minderheid in Thailand werd succesvol geïntegreerd in de rest van de bevolking.
In 1986 overleefde Prem wederom de verkiezingen, maar in 1988 won ex-generaal Chatichai Choonhavan, die incompetent en corrupt bleek.

### Jaren '90
In februari 1991 grepen rivalen van de premier, geleid door een aantal generaals waaronder Suchinda Kraprayoon, de macht. De junta stelde een burger-premier aan, Anand Panyarachun, en schreef verkiezingen uit voor 1992, zoals gebruikelijk na een coup in Thailand.
Na deze verkiezingen accepteerde in maart 1992 de sterke man, generaal Suchinda, de uitnodiging om premier te worden, wat leidde tot demonstraties in Bangkok. Een poging deze met militair geweld te onderdrukken leidde tot een bloedbad waarin honderden gedood werden. De marine muitte in protest, en in mei greep de koning in: Suchinda moest bij de koning komen, in een audiëntie die op televisie werd uitgezonden (het paleisprotocol vereist dat de bezoeker op zijn knieën gaat voor de koning). Suchinda nam ontslag.
In september 1992 werden verkiezingen gehouden, waarbij de Democratische Partij van Chuan Leekpai aan de macht kwam. In 1995 en 1996 waren er opnieuw verkiezingen, en regeringen volgden elkaar snel op. Toen in 1997 de Aziatische financiële crisis uitbrak trad premier Chavalit Yongchaiyudh in november af om plaats te maken voor Chuan Leekpai. Deze kwam tot een overeenkomst met het Internationaal Monetair Fonds waarbij de baht gestabiliseerd werd.

### 21e eeuw

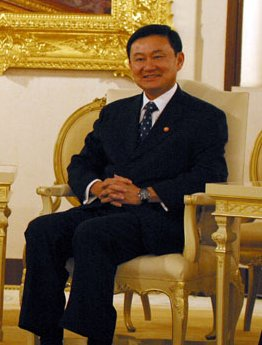
Thaksin Shinawatra

In 2001 kwam de partij Thai Rak Thai ("Thais houden van Thais") van telecommiljardair Thaksin Shinawatra aan de macht. Thaksin hanteerde een "CEO"-stijl van regeren en trad zeer hard op tegen drugs (waarbij minstens 2000 doden vielen) en tegen moslimseparatisten in Zuid-Thailand.
In januari 2004 brachten koningin Beatrix en kroonprins Willem Alexander een staatsbezoek aan Thailand. Op 26 december 2004 werd de westelijke kust van Thailand getroffen door een tsunami als gevolg van een aardbeving in de Indische Oceaan.
Bij de verkiezingen in februari 2005 wist Thaksin een nog grotere meerderheid in het parlement te verwerven.
In december 2005 lanceerde de mediamagnaat Sonthi Limthongkul een anti-Thaksincampagne, gebaseerd op beschuldigingen van corruptie en immoreel gedrag. In januari 2006 wakkerde de belastingvrije verkoop van het aandeel van Thaksins familie in de Shin Corporation ter waarde van 1,5 miljard euro (hoewel legaal) de anti-Thaksingevoelens verder aan. Na massale betogingen in Bangkok schreef Thaksin in februari vervroegde verkiezingen uit voor 2 april 2006, die door de oppositie werden geboycot. Thaksin kreeg een meerderheid van geldig uitgebrachte stemmen, maar vele stemmen waren blanco. In mei 2006 besloot het Hooggerechtshof dat de verkiezingen ongrondwettig waren, waarmee een politieke impasse ontstond.
Op 19 september 2006, terwijl premier Thaksin de Algemene Vergadering van de Verenigde Naties in New York bijwoonde, pleegde het leger een staatsgreep. De junta beloofde verkiezingen op basis van een nieuwe grondwet, uiterlijk in oktober 2007. Op 1 oktober 2006 benoemde de junta oud-generaal Surayud Chulanont tot interim-premier.
Op 23 december 2007 werden de, door de interim-regering georganiseerde, verkiezingen gewonnen door de People's Power Party (Partij van de Volksmacht), die wordt beschouwd als opvolger van Thaksins ontbonden partij Thai Rak Thai.
Sinds april 2010 houden "roodhemden", aanhangers van de National United Front of Democracy Against Dictatorship, enkele wijken van Bangkok bezet, en probeert het leger hen met geweld te verdrijven.
Op 22 mei 2014 werd opnieuw een staatsgreep gepleegd, ditmaal onder leiding van opperbevelhebber Prayuth Chan-ocha. Tegen zijn bewind braken in 2020 onlusten uit.
In 2025 laaide een oud grensconflict met Cambodja op rond de tempel van Preah Vihear.